# Euploca dunaensis
Euploca dunaensis är en strävbladig växtart som först beskrevs av R.Degen, och fick sitt nu gällande namn av R.Degen. Euploca dunaensis ingår i släktet Euploca och familjen strävbladiga växter. Inga underarter finns listade i Catalogue of Life.